# 国英駅
国英駅（くにふさえき）は、鳥取県鳥取市河原町釜口にある西日本旅客鉄道（JR西日本）因美線の駅である。

## 歴史
- 1919年（大正8年）12月20日：鉄道院因美軽便線（当時）鳥取 - 用瀬間開通時に開設[1]。
- 1922年（大正11年）9月2日：軽便線制度廃止に伴い、因美軽便線が因美線に改称、当駅もその所属となる。
- 1928年（昭和3年）3月15日：因美南線開通に伴い、因美線が因美北線に改称、当駅もその所属となる[2]。
- 1932年（昭和7年）7月1日：鳥取 - 津山間全通に伴い、因美北線が現在の因美線の一部となり、当駅もその所属となる[3]。
- 1962年（昭和37年）
  - 4月20日：業務委託駅化（日本交通観光社受託）[4]。
  - 9月1日：小口扱い貨物取扱廃止[5]。
- 1970年（昭和45年）
  - 10月1日：荷物扱い廃止[5]、無人駅化[6]。
  - 10月15日：地元農協に簡易委託[7]。土師駅と並んで全国初[8]。
- 1987年（昭和62年）4月1日：国鉄分割民営化に伴い、JR西日本に移管[5]。

## 駅構造

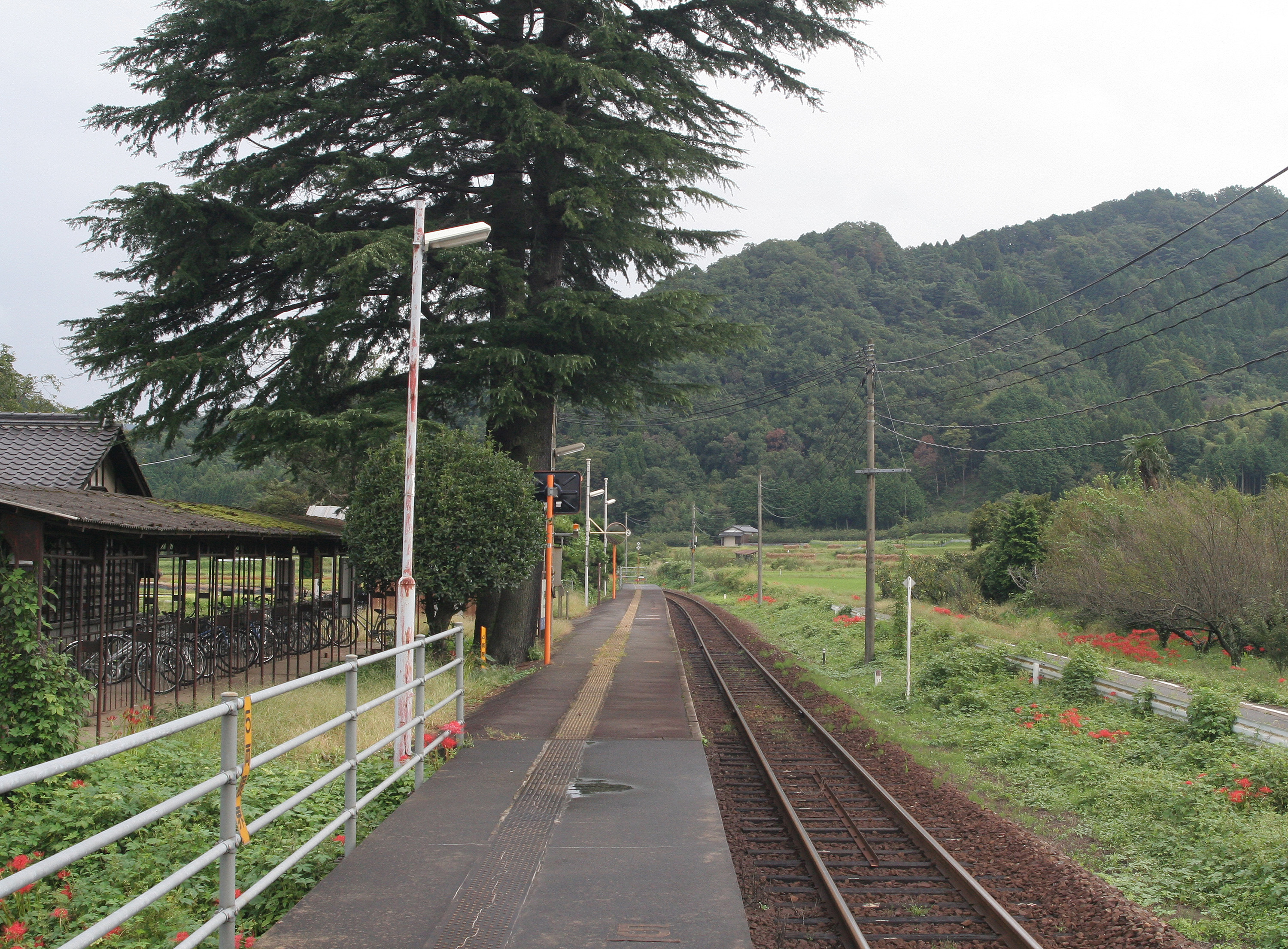
ホーム（2007年10月）

智頭方面に向かって右側に単式ホーム1面1線を有する地上駅（停留所）。棒線駅のため、智頭方面行・鳥取方面行双方が同一ホームを共用する。
鳥取鉄道部管理の無人駅。木造駅舎は待合所以外の部分が解体された（以前は売店や、うどん・コーヒー等を提供する飲食店が併設されていた）。
駅舎内部に乗車駅証明書発行機がある。便所は設置されていない。

## 利用状況
「鳥取市統計要覧」によると、2020年度の年間乗車人員は0.6万人で、1日平均乗車人員は16人と算出出来る。
近年の乗車人員の推移は以下の通り。
| 年度   | 年間 乗車人員 | 1日平均 乗車人員 | 1日平均 乗降人員 |
| ------ | ------------- | ---------------- | ---------------- |
| 2008年 | 2万           | 55               |                  |
| 2009年 | 1万           | 27               |                  |
| 2010年 | 1.7万         | 47               |                  |
| 2011年 | 1.3万         | 36               | 71               |
| 2012年 | 1.3万         | 36               | 72               |
| 2013年 | 1.3万         | 36               | 66               |
| 2014年 | 1.2万         | 33               | 60               |
| 2015年 | 1.1万         | 30               | 56               |
| 2016年 | 1万           | 27               | 58               |
| 2017年 | 0.9万         | 25               | 52               |
| 2018年 | 0.7万         | 19               | 38               |
| 2019年 | 0.5万         | 14               | 28               |
| 2020年 | 0.6万         | 16               |                  |

## 駅周辺
- 釜口簡易郵便局
- 鳥取県警察自動車警ら隊東部分駐隊
- 国道53号
- 国道373号
- 鳥取県道214号国英停車場線

## その他
- 映画「リアリズムの宿」の冒頭シーンのロケ地として利用された。

## 隣の駅
西日本旅客鉄道（JR西日本）
 因美線
河原駅 - 国英駅 - 鷹狩駅